# Restio brunneus
Restio brunneus är en gräsväxtart som beskrevs av Neville Stuart Pillans. Restio brunneus ingår i släktet Restio och familjen Restionaceae. Inga underarter finns listade i Catalogue of Life.